# Šolski center Nova Gorica
Šolski center Nova Gorica je vzgojno-izobraževalni zavod, katerega ustanovitelj je Republika Slovenija.
Dokončno se je izoblikoval po reorganizaciji srednjega šolstva na Goriškem, ki je potekala med leti 2004 in 2013; njen namen je bil združevanje posameznih srednjih strokovnih šol v večji center.
Leta 2004 se je tako Tehniškemu šolskemu centru Nova Gorica, na katerem je tega leta pričela z delovanjem tudi Višja strokovna šola, priključila Srednja lesarska šola, leta 2007 Poklicna in srednja strokovna zdravstvena šola ter Poklicna in tehniška kmetijsko-živilska šola. V okviru centra se je istega leta oblikoval MIC – Medpodjetniški izobraževalni center, ki skrbi za izobraževanje odraslih, delovno prakso dijakov in študentov pri delodajalcih, mednarodne izmenjave dijakov in študentov ter za razvijanje in posodabljanje šolskih programov. Leta 2013 se je centru priključila Srednja ekonomska in trgovska šola, Tehniški šolski center Nova Gorica (TŠCNG) pa se je preimenoval v Šolski center Nova Gorica (ŠCNG).

## Sestava
Sestavlja ga sedem organizacijskih enot:
- Višja strokovna šola
  - informatika (višješolski program)
  - mehatronika (višješolski program)
  - upravljanje podeželja in krajine (višješolski program)

- Strojna, prometna in lesarska šola
  - strojni tehnik (4-letni srednji strokovni program)
  - tehnik mehatronike (4-letni srednji strokovni program)
  - logistični tehnik (4-letni srednji strokovni program)
  - oblikovalec kovin (3- letni srednji poklicni program)
  - mehatronik operater (3-leten srednji poklicni program)
  - avtoserviser (3-letni srednji poklicni program)
  - mizar (3- letni srednji poklicni program)
  - strojni tehnik (2-letni poklicno-tehniški program)
  - tehnik mehatronike (2-letni poklicno-tehniški program)
  - avtoservisni tehnik (2-letni poklicno-tehniški program)
  - lesarski tehnik (2-letni poklicno-tehniški program)
  - obdelovalec lesa (2-letni nižje-poklicni program)

- Elektrotehniška in računalniška šola
  - elektrotehnik (4-letni srednji strokovni program)
  - tehnik računalništva (4-letni srednji strokovni program)
  - elektrikar (3-letni srednji poklicni program)
  - računalnikar (3-letni srednji poklicni program)
  - elektrotehnik (2-leten poklicno-tehniški program)
  - tehnik računalništva (2-letni poklicno-tehniški program)

- Gimnazija in zdravstvena šola
  - tehniška gimnazija strojne, elektro ali računalniške smeri (4-letni gimnazijski program)
  - zdravstveni tehnik (4-letni srednji strokovni program)
  - bolničar (3-letni srednji poklicni program)

- Biotehniška šola
  - kmetijsko-podjetniški tehnik, (4-letni srednji strokovni program
  - naravovarstveni tehnik, (4-letni srednji strokovni program)
  - slaščičar (3-letni srednji poklicni program)- gastronom-hotelir (3-letni srednji poklicni program)
  - gospodar na podeželju (3-letni srednji poklicni program)
  - živilski tehnik (2-letni poklicno-tehniški program)
  - pomočnik v biotehniki in oskrbi (2-letni nižje-poklicni program)

- Srednja ekonomska in trgovska šola.
  - ekonomski tehnik (4-letni srednji strokovni program)
  - trgovec (3-letni srednji poklicni program)
  - administrator(3-letni srednji poklicni program)
  - ekonomski tehnik (2-letni poklicno-tehniški program)

- Medpodjetniški izobraževalni center (MIC)